# 松田和久 (野球)
松田 和久（まつだ かずひさ、1966年7月16日 - ）は、新潟県佐渡市出身の元プロ野球選手（外野手）。

## 来歴・人物
父親が航空自衛隊勤務のため、佐渡島で生まれ、北海道と青森県に住んだ後、中学2年生の時に鳥取県境港市に定住。本籍地は広島県呉市である 。彼は地元の野球チームである広島東洋カープの熱烈なファンであり、子供の頃からの夢であったプロ野球選手になることができた。境高では、3年次に夏の甲子園に出場したが、1回戦で法政一高に延長の末、初被安打がサヨナラ本塁打となり敗れた。高校の1学年後輩に足立亘がいる。
高校卒業後、浪人を経て1987年6月から広島東洋カープの練習生となり、翌年から選手登録、4年間のプロ生活で一軍公式戦への出場がないまま1991年限りで現役を引退。
その後、2000年に社会人野球・クラブチームのオール高崎野球倶楽部に競技者登録していた時期もある。

## 詳細情報

### 年度別打撃成績
- 一軍公式戦出場なし

### 背番号
- 66